# Wapen van Vlist

Het wapen van Vlist (1985-2015)

Het wapen van Vlist werd op 21 november 1985 bij Koninklijk Besluit aan de Zuid-Hollandse gemeente Vlist toegekend naar aanleiding van de gemeentelijke herindeling, waarbij Haastrecht, Stolwijk en een deel van Gouderak bij de gemeente werden gevoegd. Het oude wapen uit 1818 werd daarbij vervangen door een geheel ander ontwerp, gebaseerd op de oude wapens van de toegevoegde gemeenten. Het wapen bleef in gebruik tot op 1 januari 2015 de gemeente opging in de nieuw gevormde gemeente Krimpenerwaard. In het wapen van Krimpenerwaard zijn geen elementen uit het wapen van 1818 opgenomen, het kasteel zoals aanwezig op het wapen van 1985 is hierop wel opgenomen.

## Oorsprong

Het wapen van Vlist (1818-1985)

De herkomst van het wapen van 1818 is onbekend. Er zijn geen afbeeldingen van voor de negentiende eeuw van een wapen van Vlist bekend en waarschijnlijk was het een nieuw ontwerp. Gesuggereerd wordt dat de boom het lommerrijke karakter van de gemeente symboliseert, terwijl de harten de vruchtbare polders van Vlist en Bonrepas symboliseren.
In het wapen van 1985 stelt de schuinbalk het riviertje de Vlist voor, terwijl het kasteel afkomstig is van het wapen van Haastrecht en de kazen van het wapen van Stolwijk.

## Blazoenering

### Wapen van 1818
De blazoenering van het wapen van 22 juli 1818 is als volgt:
Een schild van zilver, waarop een boom, staande op zijn terras, alles van sijnople; de boom beladen met een vogel van sabel en geaccosteerd van 2 harten van keel.
De heraldische kleuren zijn zilver (wit), sinopel (groen), sabel (zwart) en keel (rood).

### Wapen van 1985
De blazoenering van het wapen van 21 november 1985 is als volgt:
In sinopel een golvende schuinbalk van zilver, vergezeld boven van een kasteel, bestaande uit drie gekanteelde torens met afgeknotte daken, verbonden door muren, de middelste toren hoger dan de beide buitenste, beneden van drie opeengestapelde platte kazen, waarvan de grootte van boven naar beneden toeneemt, alles van goud. Het schild gedekt met een gouden kroon van drie bladeren en twee parels.
De heraldische kleuren zijn zilver (wit), sinopel (groen), goud (geel), sabel (zwart) en keel (rood). Het schild is bekroond met een gravenkroon.

## Zichtbaarheid
Het wapen van 1818 is zichtbaar op de gevel van het voormalige raadhuis uit 1911 aan de Oost Vlisterdijk 36.

## Verwante wapens

Wapen van Haastrecht, met het kasteel
Wapen van Stolwijk, met de kazen
Wapen van gemeente Krimpenerwaard, met het kasteel

## Vergelijkbare wapens
Wat betreft de zilveren rivier op een achtergrond van sinopel vertoont het wapen gelijkenis (maar is niet verwant) met het wapen van Goudriaan, het wapen van Nissewaard, het wapen van waterschap Winsumer- en Schaphalsterzijlvest en het wapen van het Belgische Schaarbeek.

Wapen van Goudriaan
Wapen van Nissewaard
Wapen van waterschap Winsumer- en Schaphalsterzijlvest
Wapen van Belgische Schaarbeek